# Daniele Cacia
Pour les articles homonymes, voir Cacia (homonymie).
Daniele Cacia (né le 23 août 1983 à Catanzaro, dans la province éponyme, en Calabre) est un footballeur italien.